# Homo floresiensis
Homo floresiensis ("Người Flores", biệt danh là "hobbit") có thể là một loài, nay đã tuyệt chủng, trong chi Homo. Di chỉ đã được phát hiện vào năm 2004 trên đảo Flores ở Indonesia. Các bộ xương một phần của 9 cá thể đã được phát hiện, bao gồm một cranium (sọ) hoàn chỉnh). Các di chỉ này là đối tượng nghiên cứu sâu rộng để xác định chúng có đại diện cho một loài phân biệt với loài người hiện đại và quá trình tranh cãi khoa học đã được các phương tiện truyền thông theo dõi sát sao. Những bộ xương này được gọi không chính thức là hobbit (người lùn tưởng tượng) và dường như khi đứng thẳng chỉ cao khoảng 1 m và não nhỏ và chúng sống sót cho đến thời gian 12.000 năm trước. Bộ xương còn nguyên vẹn nhất (LB1) có niên đại khoảng 18.000 năm. Miêu tả về một loài mới đã được công bố, nhưng hiện vẫn bị các nhà nghiên cứu khác tranh cãi khi họ cho rằng những người cổ đại này có thể chỉ đơn thuần là chịu những rối loạn trong phát triển.
Được phát hiện cùng với các bộ xương là các công cụ bằng đá từ lớp khảo cổ niên đại từ 94.000 đến 13.000 năm.

## Hình ảnh

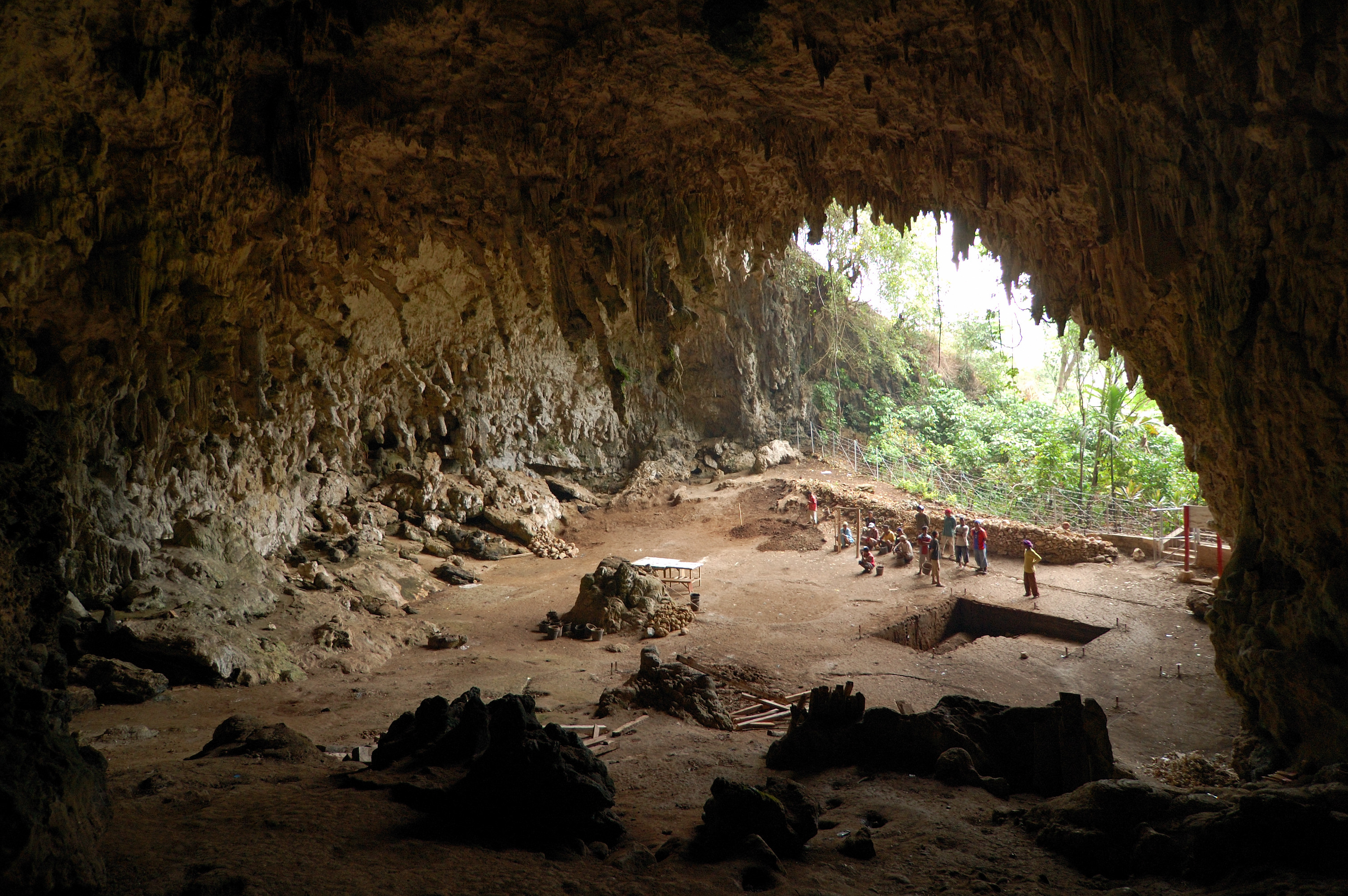